# بور سام شغر أون مي
«بور سام شغر أون مي» (بالإنجليزية: Pour Some Sugar on Me)‏، هي أغنية لفرقة الهارد روك البريطانية ديف ليبارد من ألبومها لعام 1987 هستيريا. وصلت الأغنية للمرتبة الثانية على لائحة بيلبورد هوت 100 في 23 يوليو 1988، خلف «هولد أون تو ذا نايت» لريتشارد ماركس. صُنفت الأغنية بالمركز الثاني على قائمة في إتش 1 لـ«أفضل 100 أغنية من الثمانينات» في 2006.

## الإنتاج
مع قرب انتهاء تسجيل الألبوم هستيريا، وأثناء استراحة الإنتاج، كان المغني الرئيسي جو إليوت يعزف مقطوعة غيتارية خطرت بباله قبل أسبوعين مستعملاً غيتاراً صوتياً. اقترح المنتج مات لانج، معبراً عن إعجابه بالمقطوعة، أن تُنشأ منها أغنية أخرى. بالرغم من كونه متأخراً عن الجدول بالفعل، شعر لانج بأن الألبوم لا يزال مفتقداً لأغنية مختلطة ناجحة وأن لهذه الأغنية الأخيرة القدرة على أن تكون واحدة. خلال أسبوعين أُكملت الأغنية، وتم تحسينها، وأُدرجت كالأغنية الثانية عشرة على الألبوم هستيريا.
بحلول ربيع 1988، وصلت مبيعات الألبوم 3 ملايين نسخة، لكن ذلك لم يكن كافياً لتغطية تكاليف إنتاج الألبوم (الذي كان أغلى الألبومات إنتاجاً حينها). لذلك، عدلت ملتقطات من فيلم حفلة موسيقية مستقبلية لصنع مقطع ترويجي جديد لـ«بور سام شغر أون مي» وأصدرتها أخيراً كالأغنية المنفردة الثالثة في أمريكا الشمالية.
خطرت فكرة اسم الأغنية على بال جو إليوت عندما كان جالساً في قبو شقته في لندن، حيث طلب من مات لانج بعض السكر ليضعه في شايه. سأل لانج إليوت في المقابل إن كان يريد قطعة أو قطعتين. أجابه إليوت، «لا أهتم. ضع لي بعض السكر وحسب»، وعلق الاسم في ذاكرته من حينها.

## الاستقبال النقدي
ساعد النجاح المتأخر نوعاً ما لـ"بور سام شغر أون مي" (بسبب إصدار الترويج الجديد) مبيعات هستيريا في الوصول لأرقام أعلى مما تصورتها الفرقة؛ حيث وصل الألبوم لصدارة لائحة أفضل ألبومات البوب (المسماة الآن بـبيلبورد 200) بعد عام من إصداره، وبيعت منه أربعة ملايين نسخة خلال إصدار الأغنية، ووصلت الأغنية للمرتبة الثانية على لائحة بيلبورد هوت 100 (حيث منعتها من المرتبة الأولى "هولد أون تو ذا نايت لريتشارد ماركس)، والمرتبة 18 على لائحة الأغاني المنفردة في المملكة المتحدة، والمرتبة 26 على لوائح أريا في أستراليا.
وضعت إم تي في الأغنية في صدارة عدها التنازلي لـ«أفضل 300 فيديو في كل العصور» في مايو 1991. في 2006، صُنفت الأغنية بالمركز الثاني على قائمة في إتش 1 لـ«أفضل 100 أغنية من الثمانينات»، في حين صنفت أي في إن الأغنية كـ«الأغنية #1 التي تستعملها المتعريات أثناء الرقص» في كل الأوقات.
في 2012، بسبب خلافات على عوائد الملكية الفكرية مع شركة التسجيلات بشأن أرباح المبيعات على الإنترنت، أعادت الفرقة تسجيل الأغنية، بالإضافة إلى «روك أوف إيجز»، تحت عنوان «بور سام شغر أون مي 2012» وأصدرت الأغنيتين كلتيهما في يونيو 2012 (ولنفس السبب، أصدرت نسخة معاد تسجيلها من الأغنية المنفردة «هستيريا» بعنوان «هستيريا (النسخة المعاد تسجيلها 2013)» على الإنترنت في العام اللاحق).

## الفيديو الموسيقي
أنتج فيديوهان موسيقيان مختلفان من الأغنية. تظهر النسخة الأولى الفرقة مغنية داخل منزل إيرلندي فخم مهجور (منزل جبل ميريون في ستيلورغان، دبلن)، حيث يتم تهديمه بواسطة كرة هدم وعاملة بناء ضخمة الجثة وحاملة مطرقة ثقيلة. بسبب عدم إعجاب الفيديو بالفيديو عموماً، وكونه قد صُوِّر قبل أن تصير «بور سام شغر أون مي» أغنية هائلة النجاح في الولايات المتحدة، أُصدر فيديو آخر للفرقة تقوم فيه بغناء الأغنية مباشرة لإم تي في الأمريكية (لم يُعرض الفيديو الأول إلا في المملكة المتحدة). كان الفيديو الثاني معدلاً من إصدار فيديو 1989 الطويل للفرقة، هستوريا / لايف: إن ذا راوند، إن يور فيس، المسجل في مكنيكولس سبورتس أرينا في دنفر، كولورادو في فبراير 1988. كان للفيديو الموسيقي للأغنية مقدمة مطولة ومشوشة بدلاً من مقدمة نسخة الألبوم، «ادخلي، امشي هنا» (بالإنجليزية: "Step inside, walk this way")‏. معظم الألبومات التجميعية مقدمة الفيديو الموسيقي المطولة.

## المقدمات
توجد مقدمات للأغنية: نسخة الاستوديو والتي فيها «ادخلي، امشي بهذا الطريق. أنتِ وأنا يا فاتنة. هيه هيه!» (بالإنجليزية: "Step inside, walk this way, you and me babe, hey hey!")‏ وتنتقل مباشرة للإيتار، ونسخة الأغنية المنفردة والتي فيها «الحب كالقنبلة» (بالإنجليزية: "love is like a bomb")‏ والتي لها تقدم أطول قليلاً نحو الإيتار.

## النسخ المقلدة
- غنت المغنية وكاتبة الأغاني إم غراينر نسخة صوتية من الأغنية لألبومها للأغاني المقلدة عام 2001، غيرل فيرجنز.
- قلدت الفرقة ذا مين الأغنية لألبومها التجميعي لفيرليس ريكوردز، بانك غوز كلاسيك روك، في 2010.
- قلدت فرقة الجلام ميتال إل أي غنز الأغنية لألبومها التجميعي للأغاني المقلدة لعام 2010، كافرد إن غنز.
- قامت الفرقة شغرلاند بتقليد الأغنية في عروضها المباشرة.
- توم كروز كستيسي جاكس في فيلم 2012 روك العصور.
- قلدت فرقة البوب روك أر فايف الأغنية في عروضها المباشرة. كان الغناء لرايديل لينش.
- أدرجت عينة من الأغنية في أغنية ون دايركشن، «ميدنايت ميموريز».
- غُنيت الأغنية من قِبل آدم ليفين، وسيلو غرين، وبليك شيلتون، وكريستينا أغيليرا، إلى جانب فيل كولين، وفيفيان كامبل، وريك ألين في ختامية الموسم الخامس من ذا فويس.
- قلدت فرقة أنسولفد يوث الأغنية في روك دروب فيستيفال.

## في الثقافة العامة
- أدت كات دينينجز وبيث برس، اللتين ظهرتها كشخصيتي 2 بروك غيرلز ماكس وكارولين رقصاً قطبياً للأغنية في ترويج للعرض الذي بُثَّ أثناء السوبر بول XLVII.
- استُعملت الأغنية في حلقة فاميلي غاي، «ذا سيمبسونز غاي» مرافقةً لروتين تغسيل سيارات جنسي بشكل بشع بغناء بيتر غريفين وهومر سيمبسون.
- سُمِعت الأغنية لفترة قصيرة في الحلقة الأولى من ذس إز إنغلاند 90.
- ظهرت الأغنية في العرض التشويقي لفيلم 2007 بليدز أوف غلوري.
- ظهرت نسخة مباشرة من الأغنية في لعبة الفيديو الموسيقية غيتار هيرو: ووريورز أوف روك.

## قائمة الأغاني

### 7": بلادجن ريفولا / ميركوري / 870 298-7 (الولايات المتحدة)
1. «بور سام شغر أون مي»
2. «رينغ أوف فاير»

### الفينيل الأمريكي، 12"
1. «بور سام شغر أون مي» [النسخة المطولة]
2. «بور سام شغر أون مي» [نسخة الألبوم]
3. «آي وانا بي يور هيرو»

### سي دي الأغنية المنفردة: بلادجن ريفولا / ميركوري / 8724872 (ألمانيا)[5]
1. «بور سام شغر أون مي» [النسخة المطولة]
2. «ريليس مي»
3. «روك أوف إيجز» [مباشر في ميدلي]

## اللوائح

### اللوائح الأسبوعية
| اللائحة (1988–90)                         | أعلى مركز |
| ----------------------------------------- | --------- |
| لوائح أريا الأسترالية                     | 26        |
| لوائح ميغا الهولندية                      | 94        |
| لوائح ميديا كنترول الألمانية              | 50        |
| لائحة الأغاني المنفردة في إيرلندا         | 8         |
| لائحة الأغاني المنفردة في نيوزيلندا       | 16        |
| لائحة الأغاني المنفردة في المملكة المتحدة | 18        |
| بيلبورد هوت 100 الأمريكية                 | 2         |

### لوائح نهاية العام
| اللائحة (1988)            | أعلى مركز |
| ------------------------- | --------- |
| بيلبورد هوت 100 الأمريكية | 19        |